# 萌黄
萌黄（もえぎ、萌葱、萌木）とは鮮やかな黄緑色系統の色。春に萌え出る草の芽をあらわす色。若草色とも呼ばれる。桃色が補色となる。

## 萌黄とその派生色について
「萌黄」は、「萌葱」「萌木」とも書かれることがあるが、一般的には「萌黄」を用いる。黄色を加えた鮮やかな緑が「萌黄」、暗い緑が「萌葱」、青みがかった緑は「萌木」と以下のように分類される。以下がその3色の違い
| 萌黄    | 萌葱    | 萌木    |
| #A9D159 | #006C4F | #A7BD00 |

色的にはフランスのヴェール・シャルトルーズと類似しているほか、萌黄色をかなり淡くすれば若菜色や若芽色と呼ばれる色となる。
この萌黄から更に黄色みが強まると、鶸色に近い鶸萌黄になる。鶸萌黄は着物にもよく用いられ、和を象徴する色の一つとなっている。萌黄が後述のように平安時代からあったのに対し、鶸萌黄は江戸時代に誕生したものとされる。

## 用途
若者の象徴として使われるパターンが多く、「平家物語」における平敦盛（小説においては17歳）や那須与一（小説においては20歳）も若者を表すために萌黄の鎧を着ているとされている。その他、『栄花物語』や『紫式部日記』の他、室町時代までの軍記にはよく登場していた色である。
平安時代では有職装束に萌黄色を基調とする「萌黄の匂」があった。「萌黄の匂」ではより淡萌黄、淡萌黄、萌黄、濃萌黄、紅単から成る。また、有職装束において、春の部では萌黄色と白色を合わせて使い、秋の部では黄色や蘇芳色を混ぜて、季節の表現に用いていた。
現在でも、萌黄の館として有名な旧シャープ住宅など、萌黄を基調としたデザインの建物も存在している。